# Parasphaerocera baloghi
Parasphaerocera baloghi är en tvåvingeart som beskrevs av Papp 1978. Parasphaerocera baloghi ingår i släktet Parasphaerocera och familjen hoppflugor. Inga underarter finns listade i Catalogue of Life.